# Петраускас Андрій Вальдасович
Андрій Вальда́сович Петра́ускас (*12 березня 1968 р., Ювілейне, Гремячинський район, Пермська область РФ) — український археолог, кандидат історичних наук.

## Біографія
У 1986—1988 рр. — служив у збройних силах СРСР (м. Сєверодвінськ, РФ); 1993 року закінчив Київський педагогічний інститут імені О. М. Горького (нині — Національний педагогічний університет імені М.П. Драгоманова).
2003 року захистив кандидатську дисертацію «Ремесла та промисли сільського населення Середнього Подніпров'я IX—XIII ст.». Старший науковий співробітник відділу давньоруської археології (завідувач — д. і. н. Моця Олександр Петрович) Інституту археології НАН України (директор Петро Толочко).
З 2006 р. — керівник Житомирської археологічної експедиції. Фахівець у галузі давньоруської археології.

## Археологічні дослідження
Автор теорії про можливість багаторазових реконструкцій складних тепло-технічних споруд (металургійних, гончарних горнів, печей тощо).
У 2003 р. провів серію натурних реконструкцій та підтвердив висловлену раніше теорію про можливість довготривалого функціонування тепло-технічних споруд. Того ж року серією успішних багаторічних наукових експериментів підтвердив висловлене раніше припущення про можливість безконтактного з'єднання пристроїв сиродутного процесу. Це надало змогу пояснити різницю археологічних металургійних комплексів на території Південно-Руської землі.
- 1983—91 рік учасник розкопок групи слов'янських пам'яток м. Обухів
- 1992—95 рік участь у дослідженні давньоруського селища Автуничі
- 1994—99 рік участь у дослідженні археологічних пам'яток та територіях, що постраждали від Чорнобильської аварії
- 2001—2009 роки розкопки літописного Іскоростеня
- 2003 рік участь у дослідженні багатошарового поселення у с. Ходосівка
- 2007—2008 роки розкопки літописного городища Звягель (м. Новоград-Волинський)
- 2009 рік дослідження м. Олевськ

## Участь у конференціях
2004 рік
- Міжнародна наукова конференція «Стародавній Іскоростень та слов'янські гради VIII—IX ст.»6-8.09;
- Міжнародний науковий семінар «Актуальні проблеми давньоруської археології», м. Переяслав-Хмельницький;
- ІІ Судакська наукова конференція (12-16 вересня, Судак).

2005 рік
- Науково-практична конференція «Старожитності Вишгородщини» 16-18 травня.
- Міжнародна наукова конференція "Проблеми етносоціального та етнокультурного розвитку Київської Русі та слов'янський світ, 24 травня 2005 р. м. Києві.
- Наукова конференція «Фастівщина та проблеми археології середнього Подніпров'я» 2 листопада м. Фастів.

2006 рік
- Всеукраїнська науково-практична конференція «Кобудь-Костянтинів-Старокостянтинів: історія, археологія, культура, архітектура», 10-11 березня 2006 р. у м. Старокостянтинів.
- Міжнародна наукова конференція «Слов'янство і національно-культурні процеси XXI ст.», 24-25 травня у Києві.
- Брав участь у ІІІ Судацькій міжнародній науковій конференції «Причорномор'є, Крим, Русь в історії та культурі», 18-21 вересня, Судак.
- 4-та інтернаціональна коференція EXAR «Waldnutzung, Acerbau und Viehzucht — Methoden, Ergebnisse und deren Verwertung im Expetiment», 12-15 жовтням.
- Альберстдорф у Німеччині. 24 травня.
- Брав участь у "Міжнародній науковій конференції «Проблеми етносоціального та етнокультурного розвитку Київської Русі та слов'янський світ», що проходила в м. Києві.
- 2 листопада брав участь у науковій конференції «Фастівщина та проблеми археології середнього Подніпров'я» з нагоди 15-оріччя заснування Фастівського державного краєзнавчого музею, яка проходила у м. Фастів.

2007 рік
- 23-26 квітня брав участь у міжнародній науковій конференції «Візантійські монети в центральній Європі 5-10 ст.», яка проходила в м. Краків, Польща.
- Брав участь у Міжнародній науково-краєзнавчій конференції, присвяченій 750-річчю від першої літописної згадки про місто, що проходила 3-6 липня 2007 р., м. Новоград-Волинський.

2008 рік
- Брав участь у підготовці конференції «Стародавній Іскоростень і слов'янські гради», яка проходила 30 вересня — 3 жовтня в м. Коростені.

2009 рік
- Брав участь у підготовці міжнародного науково-практичного польового семінару: «Експериментальна археологія: завдання, методика, моделювання», який проходив 6-9 серпня в м. Коростені Житомирської області.
- З 2006 року займається розбудовою скансенів (музеїв під відкритим небом) у Коростені (2006), Новограді-Волинському(2007) та Олевську (2009).

## Наукові зацікавлення
- дослідження деяких видів сільських та міських ремесел та промислів: гончарство, ковальська справа, бортництво, ювелірне ремесло, обробка дерева, кістки, шкіри; видобуток та обробка каміння тощо.
- Експериментальна археологія
  - Створення діючих моделей та прототипів давньоруських теплотехнічних споруд;
  - моделювання технологічного процесу сиродутного отримання заліза;
  - натурне відтворення лісохімічних промислів;
  - моделювання виготовлення гончарного посуду;
  - давньоруське медоваріння.

## Праці
- Рятувальні роботи на багатошаровому поселенні В.Снітинка-4 // Археологічні дослідження на Україні 1992 року. — К., 1993. — С.51, 52. — 0,2 д.а. (співавтор Готун І. А.).
- Житло та виробничий комплекс з давньоруських поселень на Фастівщині // Фастівський державний краєзнавчий музей. Бюлетень № 2. — Фастів, 1994. — С.19—21. — 0,2 д.а. (співавтор Готун І. А.).
- Давньоруське поселення Автуничі: результати останніх сезонів // Слов'яно-руські старожитності Північного Лівобережжя. Матеріали історико-археологічного семінару, присвяченого 60-річчю від дня народження О. В. Шекуна (19-20 січня 1995 р., м. Чернігів). — Чернігів, Сіверянська думка, 1995. — С.25—27. — 0,3 д.а. (співавтори Моця О. П., Коваленко В. П., Готун І. А.)
- Археологічні пам'ятки середнього Поросся (зарезультатами обстеження Рокитнянського р-ну) // Білоцерківський державний краєзнавчий музей. Наукові записки. — Вип.1. — Б.Церква, 1995. — С.3—17. — 1 д.а. (співавтори Панченко М. В., Шишкін Р. Г., Готун І. А.).
- Соціально-економічний феномен давньоруського села (до підоснов формування життєвого укладу українського народу) // Ноосфера. — 1995. — № 1. — С.24—27. — 0,5 д.а. (у співавторстві з І. А. Готуном).
- Гончарний осередок давньоруського часу на Київщині // Українське гончарство. — 1995. — № 3. — Опішне, 1996. — С.74—82. — 1 д.а. (у співавторстві з І. А. Готуном).
- До проблеми вивчення структури ремесла давньоруського села // Тези доповідей української делегації на VI Міжнародному конгресі слов'янської археології (Новгород, Росія, 1996 р.). — К.: Наукова думка, 1996. — С.100, 101. — 0,2 д.а.
- Жорна на території Подніпров'я. — Археологія. — 1996. — № 2. — С.84—92. — 0,75 д.а. (у співавторстві з І. А. Готун та Г. Ш. Черниш).
- Другий сезон охоронних досліджень поселення Софійська Борщагівка // АДУ 1993 р. — К., 1997. — С.36—38. — 0,2 д.а. (співавтори Шевцова Л. В., Готун І. А.).
- Дослідження у Рокитнянському районі // АДУ 1993 р. — К., 1997. — С.38—40. — 0,2 д.а. (співавтори Панченко М. В., Шишкін Р. Г., Готун І. А.).
- Ремісниче виробництво давньоруського поселення Автуничі // Археологія. — № 2. — 1998. — С.104—110. — 0,5 д.а.
- До вивчення старожитностей Софійської Борщагівки // АВУ 1997—1998 рр. — К., 1998. — С.36, 37. — 0,1 д.а. (співавтори Моця О. П., Осадчий Р. М., Філюк О. В., Готун І. А.).
- Нове пізньозарубінецьке поселення біля с. Крюківщина на Київщині // Vita antiqua. — 1999. — № 2. — С.84—91. — 1 д.а. (співавтори Петраускас О. В., Шишкін Р. Г.).
- Дослідження поселення Автуничі в 1994 році // Археологічні дослідження в Україні 1994—1995 років. — К., 2000. — С.28—29. — 0,1 д.а. (співавтори Моця О. П., Коваленко В. П., Готун І. А., Шевцова Л. В.).
- Роботи Дніпровської давньоруської експедиції в 1995 році // Археологічні дослідження в Україні 1994—1995 років. — К., 2000. — С.109—110. — 0,25 д.а. (співавтори Моця О. П., Коваленко В. П., Готун І. А., Шевцова Л. В.).
- Кам'яні намистини Е.-Л.Руліковського та деякі міркування щодо давньоруських шиферних виробів // Археологічні пам'ятки Фастівщини: проблеми дослідження і охорони // Науково-інформаційняй бюлетень. Прес-музей, № 10—11 за 1998 р. — Фастів, 2001. — С. 143—149. — 1 д.а. (у співавторстві з І. А. Готуном).
- Производство железа на древнерусских сельских поселеннях Днепровского Левобережья // Деснинские древности (выпуск ІІ). Материалы межгосударственной научной конференции «История и археология Подесенья», посвященной памяти брянского археолога и краеведа, Заслуженного работника культуры РСФСР Федора Михайловича Заверняева (28.11.1919—18.VI.1994). — Брянск, 2002. — С.180—183. — 0,5 д.а.
- Рец. на: H.Zoll-Adamikowa, M.Dekowna, E.Maria Nosek. Wczesnosreniowieczny skarb z Zawady Lanckoronskiej (dorzecze gornej Wisly). — Археологія. — 2002. — № 1 — С. 139—140.
- Про розвиток залізоробного виробництва на давньоруських пам'ятках Середнього Подніпров'я // Наукові записки з української історії: Збірник наукових статей. — Переяслав-Хмельницький, 2002. — Вип.13. — С.93—102. — 1 д.а.
- Охота в структуре хозяйствования Киевской Руси // Русь в ІХ—XIV веках: взаимодействие Севера и Юга. Тезисы докладов. — М.: Институт археологии РАН, 2002. — С.72, 73. — 0,2 д.а.
- Видобуток та обробка каміння на давньоруських селищах Середнього Подніпров'я // Археологія. — 2003. — № 1. — С.66—75. — 1 д.а.
- Ремесла та промисли сільського населення Середнього Подніпров'я в ІХ—ХІІІ ст. — Автореферат канд. дис. — К., 2003. — 20 с. — 0,8 д.а.
- До питання про дружинне та княже полювання у давньоруський час // Дружинні старожитності Центрально-Східної Європи VIII-ХІ ст. Матеріали Міжнародного польового археологічного семінару (Чернігів — Шестовиця 17—20 липня 2003 р.). — Чернігів: Сіверянська думка, 2003. — С.121—124. — 0,3 д.а.
- Бортництво сільського населення давньоруського часу на Середньому Подніпров'ї // УІЖ. — 2003. — № 3. — С.38—42. — 0,5 д.а.
- Сільськогосподарські та інші промисли // Село Київської Русі (за матеріалами південноруських земель). — К.: Шлях, 2003. — С.81—94 — 1,5 д.а.
- Овруцька пірофілітова індустрія // Село Київської Русі (за матеріалами південноруських земель). — К.: Шлях, 2003. — С.131—136. — 0,5 д.а. (в співавторстві із Томашевським А. П. та Павленко С. В.).
- Інші ремесла // Село Київської Русі (за матеріалами південноруських земель). — К.: Шлях, 2003. — С.137—149. — 1 д.а.
- Нові археологічні пам'ятки поріччя Десни (матеріали для зводу пам'яток історії та культури) // Збереження історико-культурних надбань Сіверщини. Матеріали третьої науково-практичної конференції (16 квітня 2004 р.). — Глухів: РВВ ГДПУ, 2004. — С. 18—35. — 1 д.а.
- Б. А. Звиздецкий, А. В. Петраускас. Об одной категории находок из летописного Возвягля // Причерноморье, Крым, Русь в истории и культуре. Материалы ІІ Судакской международной конференции. — Часть III—IV. Киев-Судак: Академпериодика, 2004. — С. 57—62. — 0,4 д.а.
- А. В. Петраускас, О. П. Моця, І. А. Готун. Давньоруське селище Автуничі в системі економічних зв'язків з Кримом та Причорномор'ям // Причерноморье, Крым, Русь в истории и культуре. Материалы ІІ Судакской международной конференции. — Часть III—IV. Киев-Судак: Академпериодика, 2004. — С. 113—116. — 0,3 д.а.
- Б. А. Звіздецький, В. І. Польгуй, А. В. Петраускас. Нові дослідження стародавнього Іскоростеня // Стародавній Іскоростень і слов'янськів гради VIII—X ст. — К.: Корвінпрес, 2004. — С. 51—86. — 2 д.а.
- Готун І. А., Казимір О. М., Петраускас А. В., Петраускас О. В. Дослідження слов'яно-руського горизонту на багатошаровому поселенні поблизу с. Ходосівка // Археологічні відкриття в Україні 2002—2004 рр. — К.: Шлях, 2004. — С.105—110. — 0,5 д.а.
- Готун І. А., Петраускас А. В., Петраускас О. В. Експериментальна археологія у роботі Північної експедиції. Дослідження в галузі гончарства // Археологія. — № 2. — 2005. — С. 70—79. — 1,5 д. а.
- Готун І. А., Петраускас А. В., Петраускас О. В. Моделювання чорнометалургійних та лісохімічних процесів за матеріалами північної експедиції // Археологія. — № 3. — 2005. — С. 52—65. — 2 д. а.
- Готун І. А., Коваль О. А.., Петраускас А. В. Експериментальна модель гончарного горну типу Малополовецького // Проблеми археології Середнього Подніпров'я (до 15-річчя заснування Фастівського державного краєзнавчого музею). — Київ-Фастів, 2005. — С.334—341. — 1 д.а.
- Петраускас А. В., Готун І. А. Експериментальна археологія в роботі північної експедиції // Наукові записки з української історії: Збірник наукових статей. — Переяслав-Хмельницький, 2005. — Вип.16. — 340 с. — С.243—252. — 1 д.а.
- Моця О. П., Готун І. А., Петраускас А. В. Південний вектор зв'язків — один із показників неординарності селища Автуничі // Сугдейский сборник. — Вып. ІІ. — 2005. — Киев, Судак. — С.248—255. — 1 д.а.
- Готун І. А., Звіздецький Б. А., Коваль О. В., Петраускас А. В. Роботи з експериментального відтворення конструкції та функціонування давньоруських гончарних горнів типу горну № 6 з селища Автуничі // Кобудь-Костянтинів-Староконстянтинів: історія, археологія, культура, архітектура (Велика Волинь: праці Житомирського науково-краєзнавчого товариства дослідників Волині. — Т.34). — Старокостянтинів, 2006. — С.221—227. — 0, 7 д.а.
- Звиздецкий Б. А., Ремех И. А., Петраускас А. В., Сирко А. В. Ювелирное производство в древнем Искоростене ІХ — первой половины Х вв. // Славяно-русское ювелирное дело и его истоки (Международная научная конференция, посвященная 100-летию со дня рождения Гали Федоровны Корзухиной. С.Петербург, 10-15 апреля 2006 г.). — С.Птб, 2006. — С.63—65. — 0,4 д.а.
- Готун І. А., Петраускас А. В., Петраускас О. В. Один з аспектів етнокультурної ситуації на Правобережжі Київського Подніпров'я наприкінці І тис. // Слов'янські обрії. Междісциплінарний збірник наукових праць. — Вип.1.— К., 2006. — С.53—66. — 0,5 д.а.
- Ремесла та промисли сільського населення Середнього Подніпров'я в ІХ—ХІІІ ст. — К.: КНТ, 2006 р. — 200 с. — 11, 62 д.а.
- Петраускас А., Готун І., Коваль О. А. Дослідження із експериментальної археології давньоруських ремесел та промислів // Охорона культурної спадщини Київської області. Проблеми, матеріали, дослідження. — К.: Академперіодика, 2006. — С. 143—144. — 0,2 д.а.
- Довганіч О. О., Готун І. А., Петраускас А. В. Охоронні реставраційно-відновлювальні роботи на вишгородському давньоруському гончарному осередку // Причерноморье, Крым, Русь в истории и культуре (Материалы ІІІ Судакской международной научной конференции (18-21 сентября 2006 г.)). — Т.ІІ. — Киев-Судак: Академпериодика, 2006. — С.105—112. — 0,4 д.а.
- Готун І. А., Гаскевич Д. Л., Казимір О. М., Лисенко С. Д., Петраускас А. В., Петраускас О. В. Поселення між Ходосівкою і Лісниками: Дослідження 2003 р. — К.: ВД «Стилос», 2007. — 264 с. — 27,6 д.а.
- Кравченко Н. М., Петраускас О. В., Шишкин Р. Г., Петраускас А. В. Памятники археологии позднеримского времени Правобережной Киевщины. — К.: КНТ, 2007. — 456 с., ил. — 26,27 д.а.
- Bizantine Coins in entral Europe the 5th and 10th Century (Crakow, 23-26.04.2007). — Abstracts of the Conference and a mailing list of the conference participants. — Crakow, 2007. — S.33. — 0,1 д.а.
- Б. А. Звіздецький — дослідник стародавнього Возвягля // Звягель — Новоград-Волинський: від сивої давнини до сьогодення: матеріали Міжнародної науково-краєзнавчої конференції, присвяченої 750-річчю від першої літописної згадки про місто (3—6 липня 2007 р., м. Новоград-Волинський). — Т.ІІ. — Житомир, 2007. — С.52—56. — 0,5 д.а.
- Готун І., Коваль О., Петраускас А. Розвиток Бортництва у слов'янських народів // Український історичний збірник. — Вип. 10. — 2007. — С.15—20. — 1 д.а.
- Польгуй В. І., Коваль О. А., Петраускас А. В. Північне городище літописного Возвягля: розкопки 2007 р. // Літописний Возвягль: дослідження 1988—2008 рр. — К., 2008. — С. 45—68. — 1 д.а.;
- Древлянська земля у світлі останніх досліджень // УІЖ. — № 3. — 2008 р. — С.26—30. — 0,5 д.а.
- Петраускас О., Петраускас А. Про деякі особливості технології та хронології гончарних горщиків черняхівських пам'яток Постугняння // Археологічні студії. — Вип.3. — 2008 р. — С.53—98. — 2 д.а.
- Звіздецький Б. А., Польгуй В. І., Петраускас А. В., Сірко О. В., Осадчій Є. М. Дослідження Іскоростеня 2005—2008 рр. // Стародавній Іскоростень і слов'янські гради. — Коростень, 2008. — С.113—118. — 0,5 д.а.
- Готун І. А., Коваль О. А., Петраускас А. В. Експериментальне вивчення бортництва у Північній експедиції. Життя бджіл та сутність бортного промислу // Археологія. — 2008. — № 4. — С.76—86.
- Готун І. А., Квітницький М. В., Коваль О. А., Петраускас А. В. Дослідження ремісничого осередку на посаді давньоруського Вишгорода // Старожитності Вишгородщини. Зб. тез доповідей і повідомлень 13-ї науково-практичної конференції, присвяченої «Дню пам'яті Ярослава Мудрого» 24—25 травня 2007 р., м. Вишгород. — Вишгород, 2009. — С.31—42.
- Абашина Н. С., Петраускас О. В., Петраускас А. В. Дослідження пам'ятки пізньоримського часу Обухів-3 у 2007—2008 рр. // Vita antiqua. — 2009. — № 7—8. — С.163—172.